# Низовый
Низовый — посёлок (сельского типа) в Кетченеровском районе Калмыкии, в составе Шаттинского сельского муниципального образования.
Население — 28 человек (2012)

## История
Дата основания не установлена. Посёлок Низовый впервые обозначен на топографической карте 1984 года. Предположительно основан во второй половине XX века.

## Физико-географическая характеристика
Посёлок расположен на юге Кетченеровского района в пределах Приергенинской равнины, являющейся частью Прикаспийской низменности, на высоте 7 м над уровнем моря. Рельеф местности равнинный.
По автомобильной дороге расстояние до столицы Калмыкии города Элиста составляет 110 км, до районного центра посёлка Кетченеры - 78 км. Ближайший населённый пункт — посёлок Шатта, расположенный в 12 км к юго-востоку от посёлка Байр. 
Согласно классификации климатов Кёппена-Гейгера посёлок находится в зоне семиаридного климата (Bsk). В окрестностях посёлка распространены солонцы в комплексе с бурыми пустынно-степными солонцеватыми почвами.
Часовой пояс
Низовый, как и вся Республика Калмыкия, находится в часовой зоне МСК (московское время). Смещение применяемого времени относительно UTC составляет +3:00.

## Население
| 2002 | 2010 | 2012 |
| ---- | ---- | ---- |
| 26   | ↗29  | ↘28  |

В конце 1980-х в посёлке проживало около 240 человек.
Национальный состав
Согласно результатам переписи 2002 года в посёлке проживали калмыки (68 %) и русские (32 %)
| Национальность | Численность (2010) | Процент |
| -------------- | ------------------ | ------- |
| Калмыки        | 23                 | 100%    |
| Всего          | 23                 | 100%    |

## Социальная инфраструктура
Социальная инфраструктура не развита. Ближайшие учреждения культуры (клуб, библиотека) и образования (средняя школа, детский сад) расположены в посёлке Шатта. Медицинское обслуживание жителей посёлка обеспечивают офис врача общей практики, расположенный в посёлке Шатта, и Кетченеровская центральная районная больница. Ближайшее отделение скорой медицинской помощи расположено в Кетченерах.
Посёлок негазифицирован. Центральное водоснабжение отсутствует, потребность в пресной воде обеспечивается индивидуально, путём доставки воды к каждому домовладению.  Водоотведение обеспечивается за счёт использования выгребных ям. Система сбора организации сбора твёрдых бытовых отходов отсутствует.
Для захоронения умерших, как правило, используются местное кладбище.